# Crucero del Toluca
Crucero del Toluca är en ort i Mexiko.   Den ligger i kommunen Mexicali och delstaten Baja California, i den nordvästra delen av landet, 2 100 km nordväst om huvudstaden Mexico City. Crucero del Toluca ligger 19 meter över havet och antalet invånare är 410.
Terrängen runt Crucero del Toluca är mycket platt. Runt Crucero del Toluca är det ganska tätbefolkat, med 58 invånare per kvadratkilometer. Närmaste större samhälle är Guadalupe Victoria, 15,8 km söder om Crucero del Toluca. Trakten runt Crucero del Toluca består till största delen av jordbruksmark.